# Svetovni pokal v deskanju na snegu 2015
Sezona svetovnega pokala v deskanju na snegu se je začela 4. decembra 2014 v ZDA in končala 7. marca 2015 v Rusiji.

## Paralelno deskanje na snegu
Sezona paralelnega deskanja na snegu se je začela 16. decembra v Carezzi v Italiji, končala pa se je 14. marca v Winterbergu. 
Od 15. do 25. januarja 2015 je v Kreischbergu v Avstriji potekalo Svetovno prvenstvo.
| Datum                                                                         | Država      | Disciplina    | Prvi                             | Drugi                              | Tretji                           |
| ----------------------------------------------------------------------------- | ----------- | ------------- | -------------------------------- | ---------------------------------- | -------------------------------- |
| 16. december 2014                                                             | Carezza     | Veleslalom    | Roland Fischnaller               | Žan Košir                          | Jasey-Jay Anderson               |
| 18. december 2014                                                             | Montafon    | Slalom        | Roland Fischnaller               | Žan Košir                          | Mirko Felicetti                  |
| 19. januar 2014                                                               | Montafon    | Ekipni slalom | Nadya Ochner, Roland Fischnaller | Natalia Soboleva, Andrey Sobolev   | Tomoka Takeuchi, Masaki Shiba    |
| 9. januar 2015                                                                | Bad Gastein | Slalom        | Žan Košir                        | Christoph Mick                     | Patrick Bussler                  |
| 10. januar 2015                                                               | Bad Gastein | Ekipni slalom | Patrizia Kummer, Nevin Galmarini | Svetlana Boldykova, Valery Kolegov | Natalia Soboleva, Andrey Sobolev |
|                                                                               |             |               |                                  |                                    |                                  |
| od 15. do 25. januarja 2015 Svetovno prvenstvo v deskanju na snegu v Avstrija |             |               |                                  |                                    |                                  |
| 31. januar 2015                                                               | Rogla       | Veleslalom    | Vic Wild                         | Mirko Felicetti                    | Žan Košir                        |
| 7. februar 2015                                                               | Sudelfeld   | Veleslalom    | Andrey Sobolev                   | Vic Wild                           | Žan Košir                        |
| 28. februar 2015                                                              | Asahikawa   | Veleslalom    | Žan Košir                        | Patrick Bussler                    | Stanislav Detkov                 |
| 1. marec 2015                                                                 | Asahikawa   | Slalom        | Žan Košir                        | Justin Reiter                      | Mirko Felicetti                  |
| 7. marec 2015                                                                 | Moskva      | Slalom        | Justin Reiter                    | Benjamin Karl                      | Roland Fischnaller               |
| 14. marec 2015                                                                | Winterberg  | Slalom        | Roland Fischnaller               | Benjamin Karl                      | Konstantin Shipilov              |

### Veleslalom
| Poz | Tekmovalec         | Točke |
| --- | ------------------ | ----- |
| 1.  | Žan Košir          | 3000  |
| 2.  | Vic Wild           | 2139  |
| 3.  | Andrey Sobolev     | 1720  |
| 4.  | Roland Fischnaller | 1409  |
| 5.  | Alexander Bergmann | 1370  |

### Slalom
| Poz | Tekmovalec         | Točke |
| --- | ------------------ | ----- |
| 1.  | Žan Košir          | 3250  |
| 2.  | Roland Fischnaller | 3180  |
| 3.  | Benjamin Karl      | 2660  |
| 4.  | Justin Reiter      | 2370  |
| 5.  | Andrey Sobolev     | 1770  |